# رودی گی
رودی کالتن (یا کارلتن) گی جونیور سرشناس به رودی‌گی (به انگلیسی: rudy_gay) زاده ۱۷ آگوست ۱۹۸۶ بازیکن حرفه‌ای بسکتبال اهل آمریکا می‌باشد که برای سکرمنتو کینگز بازی می‌کند. روی در بالتیمور مریلند به دنیا آمده و قبل از ورود به ان بی ای در کالج کانکتیکات (به انگلیسی: Connecticut) بازی می کرده. گی ۲/۰۳ متر قد و ۱۰۴ کیلوگرم وزن دارد و در پست اسمال فوروارد بازی می‌کند.

## افتخارات مهم
کسب مدال طلای جام جهانی با تیم ملی بسکتبال آمریکا در سال ۲۰۱۰